# Actinopus insignis
Actinopus insignis är en spindelart som först beskrevs av Holmberg 1881.  Actinopus insignis ingår i släktet Actinopus och familjen Actinopodidae. Inga underarter finns listade i Catalogue of Life.